# Maximiliano Hernández
Maximiliano Hernández (sinh ngày 12 tháng 9 năm 1973) là nam diễn viên người Mỹ.

## Thời thơ ấu
Hernández sinh ra tại Brooklyn, New York. Anh từng học diễn xuất tại Trung tâm biểu diễn Nghệ thuật Leonard Davis trước khi chuyển đến Los Angeles, California.

## Danh sách phim

### Truyền hình
| Năm         | Tên                          | Vai               | Ghi chú         |
| ----------- | ---------------------------- | ----------------- | --------------- |
| 1997        | Law & Order                  | Leo Ramos         | 1 tập           |
| 1999        | Law & Order                  | Victor Sabo       | 1 tập           |
| 2004        | Law & Order: Criminal Intent | Nunez             | 1 tập           |
| 2005        | Law & Order                  | Teofllo           | 1 tập           |
| 2006        | Law & Order: Trial by Jury   | Miguel Montez     | 1 tập           |
| 2006        | Conviction                   | Bernard Acosia    | 1 tập           |
| 2006        | The Nine                     | Carlos Vega       | 1 tập           |
| 2006        | Shark                        | Freddie Hopper    | 1 tập           |
| 2007        | Numbers                      | Rico              | 1 tập           |
| 2007        | K-Ville                      | Billy "K-9" Faust | 1 tập           |
| 2009        | 24                           | Donnie Fox        | 2 tập           |
| 2009        | Southland                    | Antonio           | 1 tập           |
| 2010        | Terriers                     | Ray               | 2 tập           |
| 2011        | The Closer                   | Raymond Aguirre   | 1 tập           |
| 2011 – 2012 | Ringer                       |                   | 5 tập           |
| 2013        | The Americans                | Chris Amador      | 9 tập           |
| 2013 – 2014 | Agents of S.H.I.E.L.D.       | Jasper Sitwell    | 3 tập           |
| 2014–nay    | The Last Ship                |                   | Vai phụ; 30 tập |
| 2014        | The Walking Dead             | Bob Lamson        | 2 tập           |
| 2014–2017   | Hand of God                  | Toby Clay         | 15 tập          |
| 2016        | Hawaii Five-0                |                   | 1 tập           |
| 2018        | Electric Dreams              | Lewis             | 1 tập           |